# بيرغسون دا سيلفا
بيرغسون دا سيلفا (9 فبراير 1991 في البرازيل - ) هو لاعب كرة قدم برازيلي وكوري جنوبي في مركز الهجوم. لعب مع جمعية بورتوغيزا الرياضية وسوون سامسونغ بلووينغز وغريميو بورتو أليغرينزي ونادي بوسان أي بارك ونادي جوفنتودي ونادي شابيكوينسي ونادي فيلا نوفا ونادي يبيرانغا وS.C. Braga B ‏.

## وصلات خارجية
- بيرغسون دا سيلفا على موقع دوري كوريا الجنوبية (الإنجليزية)
- بيرغسون دا سيلفا على موقع قاعدة بيانات كرة القدم.إي يو (الإنجليزية)
- بيرغسون دا سيلفا على موقع Soccerway.com (الإنجليزية)